# Сім'я Гітлера
Сім'я Адольфа Гітлера походила з нижньоавстрійського Вальдфіртеля і осіла в Браунау-ам-Інн, де незабаром народився Адольф Гітлер.

## Етимологія
Гітлер — один з варіантів написання прізвища Гідлер (нім. Hiedler) предків Адольфа Гітлера, який спочатку вживав його батько Алоїс Гітлер. Гідлер походить від гідль (нім. Hiedl), слова з баварського та австрійського діалекту, що означає підземне водяне джерело або річка.

## Пращури
Адольф Гітлер був третім із шести дітей у сім'ї митного службовця Алоїса Гітлера та Клари Гітлер (урод. Пельцль). Після народження Гітлера двоє його старших братів та сестер уже померли. Адольф Гітлер описував свого батька як сувору і запальну людину.
Прізвище при народженні батька Гітлера було Шикльгрубер (нім. Schicklgruber), яку він змінив на Гітлера в 1876 році, коли він був місцевим священиком в Деллерсхаймі. Зробив він це тільки після смерті свого передбачуваного біологічного батька Йоганна Георга Гідлера, після того, як він дізнався за словами очевидців про те, що він син Йоганна. Офіційні документи про батьківство Гітлеру не було віддано. Також можливо, що брат Йоганна Георга, Йоганн Непомук Гідлер з Вайтри був рідним батьком Алоїса. Анна Марія Шикльгрубер із Стронеса, можливо, була матір'ю Алоїса. Ганс Франк поширював слух, що Ганна Марія Шикльгрубер була вагітна, коли жила в будинку єврея Франкенберга і працювала в нього служницею, потім він це спростував.
Обставини, чому в іменному списку 1876 зазначено прізвище Гітлер, а не Гідлер або Гюттлер, так і не з'ясувалися. Вольфганг Здрал згадував у своїй книзі, що, можливо, це було «фонетичне нерозуміння» нотаріуса, який записував прізвище з усних слів . У всякому разі, Здрал вказав Гітлер як «свідомий вибір, тому що Алоїс підроблений підпис ніколи не залишав» .

## Брати і сестри
У шлюбі у Алоїса і Клари Гітлер разом було шестеро дітей, з яких четверо померли ще дітьми; лише Адольф і молодша сестра Паула дожили до поважного віку:
- Густав (17 травня 1885 — 9 грудня 1887), помер від дифтерії
- Іда (23 вересня 1886 — 22 січня 1888), також померла від дифтерії
- Адольф (20 квітня 1889 — 30 квітня 1945), вчинив самогубство
- Отто (17 червня 1892 — 23 червня 1892), помер від гідроцефалії[2][3]
- Едмунд (24 березня 1894 — 29 червня 1900), помер від кору
- Паула (21 січня 1896 — 1 червня 1960), померла від раку шлунка

Живучи у Відні, Паула змінила прізвище на Вольф (нім. Wolff) на вимогу свого брата Адольфа. Якими були початкові стосунки між ними — невідомо. Є докази того, що Адольф Гітлер пізніше намагався встановити Паулі впевнений фінансовий статок. Паула залишалася неодруженою, таким чином нині немає жодного прямого нащадка Алоїса та Клари. Сам же Адольф Гітлер одружився з Євою Браун незадовго до їхнього спільного самогубства. Існує теорія, за якою Гітлер, будучи учасником Першої світової війни, мав роман із Шарлоттою Ойдокси Аліда Лобжойє, тоді вона народила сина Жана Лоре; ця теорія вважається малоймовірною, оскільки виступав із нею, сутнісно, лише Вернер Мазер.

## Колишні дружини батька та їхні нащадки
Клара Пельцль була третьою дружиною Алоїса Гітлера. У 1875 він одружився з чотирнадцятирічною Ганною Гласль-Херер. Шлюб вийшов бездітним, і незабаром він із нею розлучився. У 1883 Алоїс одружується на Францисці Матцельшбергер, яка молодша за нього на 24 роки. Вже після шлюбу народився Алоїс Гітлер-молодший (1882—1956), в 1884 народилася дочка Ангела Гітлер. Франциска померла через короткий час від туберкульозу. На початку 1885 року Алоїс одружується з Кларою Пельцль. Діти від другого та третього шлюбу виросли в Браунау у тому самому будинку.

### Фамільна гілка Алоїса-молодшого
Алоїс Гітлер-молодший (спочатку мав прізвище Матцельсбергер) нім. Matzelsberger), потім після шлюбу батьків отримав прізвище Гітлер, після 1945 Гіллер ; 13 січня 1882, Відень — 20 травня 1956, Гамбург)) пішов своїм шляхом. Вивчився на інженера, був судимий за крадіжку, засуджений до ув'язнення. Після виходу на волю переїхав до Лондона. Там він одружився з ірландкою Бріджет Доулінг (англ. Bridget Dowling), з якою у них народився син Вільям Патрік Гітлер. У 1915 році Алоїс зі своєю сім'єю повертається в Австрію, де він повторно одружується з жінкою на ім'я Хедвіг Хайдеманн (нім. Hedwig Heidemann), в 1923 році у них народжується дитина — Генріх Гітлер. У книзі Моя боротьба Алоїс-молодший не згадується, очевидно, що за часів правління Адольфа Гітлера контактів між ними не було. Алоїс-молодший перебивався випадковими заробітками, потім мав ресторан у Берліні. Після війни змінив ім'я на Алоїс Гіллер. Помер 20 травня 1956 року у Гамбурзі.
Стосунки між Адольфом Гітлером та його племінником Вільямом Патріком Гітлером (12 березня 1911, Ліверпуль — 14 липня 1987) також були непростими. Після приходу нацистів до влади Вільям Патрік переїхав з Англії до Німеччини, очевидно сподіваючись на особисту користь від особистих стосунків із диктатором. При цьому очевидною була спроба шантажу з боку Вільяма Патріка після прибуття до Німеччини, можливо він погрожував публічно розкрити сімейні таємниці, але через деякий час повернувся до Англії, а 1939 року емігрував до США, де його відносини з диктатором стали надбанням ЗМІ, чим він хотів скористатися. У 1944 році він вступив до ВМС США. Після відставки у 1947 році він більше не виходив на контакт із медіа. Його політична позиція залишається неясною; прийняв ім'я Стюарт-Хьюстон (англ. Stuart-Houston) (воно було написано на могильному камені його могили в Лонг-Айленді); співзвучність із Х'юстон Стюарт Чемберлен деякі історики пов'язують із доказом близькості його до антисемітських ідей. З Фрау Філліс (1925—2004), на якій він одружився в 1947 році, він мав чотирьох дітей: Александер Адольф Гітлер (нар. 1949), Лоїс Гітлер (нар. 1951), Говард Гітлер (1957—1989, загинув у автокатастрофі) і Браян Гітлер (нар. 1965). Усі четверо змінили прізвище та дистанціювалися від Адольфа Гітлера.
Бріджет Елізабет Доулінг (1891, Дублін, Ірландія — 1969, Лонг-Айленд) — своячениця Адольфа Гітлера. У 1909 році вона одружилася з Алоїсом Гітлером-молодшим. Мандрувала зі своїм сином Вільямом Патріком Гітлером, 1939 року поїхала з ним до США.

### Фамільна гілка Ангели
Ангела Гітлер (змінила прізвище на Раубаль, потім на Хаммітцш; 28 липня 1883, Браунау-ам-Інн — 30 жовтня 1949) мала зі своїм зведеним братом Адольфом, очевидно, завжди добрі стосунки. Вона пошлюбила чиновника Лео Раубаля-старшого, з яким мала дітей: Лео-молодший (1906—1977), Ангела («Гелі») (1908—1931) та Ельфріде (1910—1993). Їхній батько помер у 1910 році. У 1920-і роки Ангела переїхала в Мюнхен до Адольфа Гітлера, потім в Бергхоф, Оберзальцберг. У 1936 році їхні стосунки з Адольфом таки зіпсувалися, і Ангела разом з Ельфріде переїхала до Дрездена, де вона пошлюбила архітектора Мартина Хаммітцша. Померла 1949 року.
Лео Раубаль-молодший (2 жовтня 1906 — 18 серпня 1977). Точно про його стосунки з дядьком Адольфом Гітлером невідомо. Зокрема, неясно, чи має він відношення до смерті своєї сестри Гелі чи ні; до того ж суперечливі висловлювання щодо цього. Почасти Лео навіть розглядався диктатором як улюблений племінник. Лео зробив кар'єру викладача хімії, потім, як солдат воював проти СРСР, потрапив у полон під Сталінградом. Після полону в 1955 повернувся до Австрії. Помер 1977 року під час відпустки в Іспанії. Мав сина Петера, інженера, який не має бажання виборювати спадщину.
Ангела (Гелі) Раубаль (4 червня 1908, Лінц — 18 вересня 1931, Мюнхен) зі своїми матір'ю та братами та сестрами переїхала у 1917 році до Відня. 1923 року, коли їй було 15 років, її опікуном став Адольф Гітлер. Повідомляється, що вона була життєрадісною дівчинкою з деякою кількістю прихильників, що, за деякими даними, Адольфу Гітлеру було приємно знати. Є спекуляції навколо можливих любовних відносин між Гелі та Адольфом, все ж таки Адольф сам помічав, що відносини між ними були неможливі через різницю у віці. Незадовго до смерті Гелі (1931) між нею та Адольфом сталося з'ясування стосунків, після чого Гелі застрелилася. Її стосунки з Адольфом Гітлером показані у фільмі «Племінниця — заборонене кохання» і "Гітлер: Сходження диявола" / «Hitler: The Rise of Evil» (Канада, США ; 2003, режисер Крістіан Дюге, у ролі Гелі Раубаль — Джена Мелоун).